# 8tv
8tv, anteriorment conegut com a City TV i també com a Td8, fou un canal de televisió privat de Catalunya que pertanyia a Emissions Digitals de Catalunya (EDICA). Amb emissions continuades des del 2001 fins al 2023, presentà una programació generalista basada en l'entreteniment i les tertúlies d'actualitat, i s'adreçada a un públic familiar. Des del seu tancament ençà, emperò, se n'han suplantat, reaprofitat i instrumentalitzat les xarxes socials (sobretot a X, abans Twitter) per a difondre desinformació xenòfoba i racista amb una atribució del tot opaca i anònima de l'autoria; vulneracions del codi deontòlogic que han estat denunciades pel Consell de la Informació de Catalunya i pel Col·legi de Periodistes de Catalunya.
Durant la seva existència, la programació original pròpia del canal era en català, si bé una part important dels continguts de ficció es van emetre durant les dècades de 2010 i 2020 en castellà. Després de diverses etapes d'alts i baixos, amb un màxim d'audiència el 2014 del 4,4%, d'ençà del 2019 les seves audiències van davallar fins a assolir mínims per sota de l'1%. Això desencadenà que el Grup Godó, el propietari principal des dels seus inicis, desistís de la seva inversió televisiva i en transferís la totalitat d'accions a un grup privat propietat dels empresaris Nicola Pedrazzoli i Borja García-Nieto, amb una reformulació de l'oferta a partir de finals d'agost de 2021.
Tanmateix, els objectius d'audiències que volien competir amb Televisió de Catalunya no van reeixir i, el juny del 2023, EDICA es va declarar en concurs de creditors. Després de tres mesos de renegociació fallida del deute amb els seus creditors i la impossibilitat de Pedrazzoli de vendre el canal, les emissions de 8tv (i de retruc, de Verdi Clàssics) van finalitzar definitivament el dia 17 d'octubre, instants després de la mitjanit. Mesos després, tots els canals legals i oficials de contacte i comunicatius de l'ens van desaparèixer o quedar inoperatius.

## Història

### Primera dècada: 2001-2010
Les emissions van començar a dos quarts de nou del dilluns 23 d'abril de 2001 amb el nom de City TV. Als seus inicis va apostar per contractar presentadors catalans populars com Jordi González, Alfons Arús, Àngel Llàcer, Toni Clapés, Llucià Ferrer o Toni Soler.
L'estiu del 2003 va aconseguir l'única llicència privada de televisió digital terrestre (TDT) amb cobertura a Catalunya concedida per la Generalitat de Catalunya, passant per davant d'altres opcions com el frustrat projecte Flaix-Mediapro, que va ser desestimat. D'aquesta manera, passà de ser una televisió local a convertir-se en el primer canal autonòmic privat d'àmbit català. A partir del 27 de febrer del 2006 va canviar de marca per la nova Td8 per causa del seu desplegament per Catalunya. Es convertí en la primera televisió privada generalista catalana en el seu camí per adaptar-se a la televisió digital terrestre. El novembre de 2006 canvià el seu nom a 8tv.
El setembre de 2007 va estrenar la sèrie Sexe a Nova York, per primera vegada doblada al català per un conveni de 1999 de TVC, Jordi Vilajoana i la desapareguda Telefonica Media. L'11 de novembre de 2007 el Grupo Godó va prescindir del cap d'informatius Joan Maria Claveguera i del conseller delegat Lluís Oliva, que va ser substituït per Albert Rubio. També va cancel·lar el programa Amics, coneguts i saludats, del periodista Josep Puigbó, tot i que anteriorment el canal ja havia cancel·lat altres programes com Xtra, Envasat al 8, X-Top, Força Barça o Menjar de veritat. Aquest reguitzell de cancel·lacions va provocar que la seva programació de producció pròpia quedés en mínims, i pràcticament només hi va romandre el magazín Arucitys (2002-2018) presentat per Alfons Arús. Paral·lelament, una de les seves cares més conegudes, Ruth Jiménez, que havia conduït els informatius des que es van posar en marxa el gener del 2007, abandonà el canal per incorporar-se a La 2.

### Segona dècada: 2011-2020
La situació de disminució i desprogramació de continguts i espais propis perdurà fins al 2011, quan el canal començà a produir nous programes tals com el concurs Ni de conya!, presentat pel Mag Lari i estrenat el 17 de gener de 2011, que va entregar el seu premi gros (25.000 euros) el març de 2011.
El juny de 2011 van sorgir rumors que anunciaven que 8tv havia provat de fitxar Josep Cuní perquè presentés un espai en hora punta a partir del setembre, fet confirmat al cap de pocs dies i que va comportar que el presentador deixés el programa Els matins de TVC després de set anys. Finalment, el programa es va estrenar el 12 de setembre de 2011 amb el nom de 8 al dia. Aquella temporada també es varen estrenar les versions televisives dels programes de RAC 1 Tu diràs i La Competència (sota el nom La competència en color).
El 2015, després d'unes temporades amb unes xifres de negoci menors de les previstes i amb unes pèrdues anuals de 20 milions d'euros, els propietaris del Grup Godó van cercar una ampliació de capital. Aquesta inversió es va concretar el 21 de maig del mateix any, quan Mediaset España va comprar el 40% de l'empresa Emissions Digitals de Catalunya, propietària de 8tv.
Amb l'inici de la temporada 2015-2016 la graella de programació canvià parcialment i s'estrenaren programes com Trencadís (produït per La fàbrica de la tele, propietat de Mediaset), El trident, El hàmster i cessions de drets de Mediaset com ara el Campionat del Món de Clubs de futbol de 2015 i sèries com Els pilars de la Terra, CSI: Vegas, Spartacus o Crossing Lines. Nogensmenys, el març de 2016 dimití el director del canal, Òscar Nogueira, puix que Mediaset envià a 8tv quatre persones a tutelar la programació i això provocà una fractura administrativa i de gestió dins l'ens del canal. El novembre de 2018 el periodista Ramon Rovira fou nomenat director de 8tv i de RAC1, càrrec que només ocupà durant poc més d'un any. Durant aquest període, el canal continuà acumulant pèrdues d'audiència i de continguts competitius, de manera que minvà en l'espai televisiu català fins a decréixer a unes audiències mensuals força inferiors a l'1%.

### Tercera i darrera dècada: 2021-2023
Atès l'enfonsament d'audiències de 8tv i la dificultat del canal de diversificar la graella de programes més enllà de reemissions i programació externa, el 5 de març del 2021 es feu públic que el Grupo Godó prescindia finalment del negoci televisiu i havia arribat amb un acord amb l'empresa OC 2022 per a la venda d'Emissions digitals de Catalunya per 10 milions d'euros. Aquesta operació fou posteriorment avalada pel Consell de l'Audiovisual de Catalunya, de manera que els empresaris Nicola Pedrazzoli i Borja García-Nieto van adquirir el 100% de les accions corresponents al canal. Pedrazzoli ja era llavors propietari del canal generalista català Teve.cat, actiu des de 2020 i present en dials més endarrerits de la TDT.
La data de reformulació de l'oferta televisiva de 8tv es programà per al dilluns 30 d'agost de 2021. Per bé que diverses opinions van celebrar el rellançament del canal com a fet positiu per aportar competència a TV3 i a la Corporació Catalana de Mitjans Audiovisuals, especialment amb relació a la promoció del català en un context social de greu regressió lingüística en l'audiovisual, altres veus van ser especialment crítiques amb les expectatives d'un canal dirigit per Pedrazzoli, amb una producció de baix cost i relacionada amb el sensacionalisme hereu de l'imperi comunicatiu del polític i empresari Silvio Berlusconi i del canal espanyol Telecinco. Tot i el canvi de propietaris de 8tv el canal continua sense apostar per una programació total en català, ja que la gran majoria de programació s'emetia en castellà.
De fet, aquella refundació de 8tv es va anunciar ostensiblement com un intent d'entrar en competència amb TV3, un objectiu que no va reeixir d'acord amb les dades publicades per Kantar Media —que li assignaven una audiència d'entre el 0,7% i el 0,9%. Un dels lemes que 8tv va utilitzar en la seva refundació va ser «TV3, esteu preparats?». En un article publicat al diari digital El Nacional s'indicava que 8tv per fi oferiria tota la seva programació en català per a poder competir amb TV3. Tanmateix, el dia de la seva reestrena 8tv ja va fer programes sencers en castellà, fet que significava que 8tv representaria poca competència a TV3.
A mitjan 2022, 8tv va començar a temptejar amb la inclusió de personatges polítics com Josep Rull, al qual posteriorment s'hi van unir Gabriel Rufián i els periodistes Pilar Rahola i Vicent Sanchis, per a crear programes fixos. El fet que els actors polítics estiguessin lligats als partits del Govern de la Generalitat va generar crítiques amb relació a si la seva participació en les emissions es podria considerar publicitat institucional o si es tractava d'un intent de fer augmentar les subvencions per part del Govern.
El 2 de juny de 2023 l'empresa gestora del canal, Emissions Digitals de Catalunya, (EDICA) es va declarar en concurs de creditors, i va encetar un període de 3 mesos per a renegociar el deute amb els seus creditors. Això fou conseqüència que, a banda d'unes audiències molt més baixes del que estava previst, els canals Fibracat TV i Barça TV van tancar i finalitzar les seues emissions, fet que suposà un minvament molt important dels ingressos d'EDICA. Aquella situació de ràpida desestabilització econòmica va empènyer Pedrazzoli a confirmar més endavant que la seva cadena també estava en venda. Després de diverses setmanes d'incertesa i davant la impossibilitat d'assegurar un pla de viabilitat, la fosa a negre definitiva de les emissions de 8tv van finalitzar el dia 17 d'octubre, passats pocs minuts passada la mitjanit. De resultes d'aquells fets amb EDICA, el canal Verdi Clàssics, dedicat a la retransmissió d'èxits del cinema gairebé íntegrament en català, també va deixar d'emetre.

### Polèmiques post-tancament i continguts racistes i desinformadors
Tot i el tancament, a inicis de 2024 les xarxes socials de 8tv es van reactivar. Nogensmenys, els canals de contacte oficials del canal també van quedar inoperatius. La polèmica més rellevant post-clausura del canal fou la suplantació i l'apropiació indeguda del perfil del canal a X (abans Twitter)- que mantenint-ne l'aparença i el logotip, va reactivar-se progressivament per a compartir contingut desinformatiu i d'un marcat càracter racista i xenòfob. El fet que la gestió de les piulades és del tot anònima i opaca i que alhora instrumentalitza per a altres propòsits el prestigi previ, el gran nombre de seguidors i la coneixença prèvia que havia guanyat legítimament el canal per part de la societat catalana, va comportar la denúncia del Col·legi de Periodistes de Catalunya per la vulneració de diversos punts del codi deontològic periodístic. El Consell de la Informació de Catalunya considerà que l'existència d'aquest perfil contribueix a «degradar la qualitat democràtica» i a promoure «biaixos ideològics de grups que pretenen que els ciutadans desconfiïn dels governs i les institucions democràtiques».

## Ús de la llengua catalana
Segons estableix l'article 86 de la llei 22/2005, de 29 de desembre, de la comunicació audiovisual de Catalunya i l'article 26 de la llei 1/1998, de 7 de gener, de Política Lingüística de Catalunya 8tv com a televisió catalana hauria d'haver emès almenys un 50% de la seva programació en llengua catalana. Des que es va crear el canal 8tv es van realitzar 2 estudis per analitzar l'ús de la llengua catalana a 8tv: un va ser el juny del 2010, quan la televisió era gestionada pel Grupo Godó, i l'altre va ser durant la tardor del 2021.
En el primer estudi sobre l'ús de la llengua catalana que es va realitzar el juny del 2010 confirmà que l'ús del català era del 36,5%, mentre el del castellà era del 63,5%. El contingut que s'emetia completament en llengua catalana era l'infantil, magazins, i les notícies. Pel que fa a les sèries eren majoritàriament en castellà amb un 65,7%, i pel que fa a les pel·lícules sol s'emetien un 34,3% en llengua catalana, a més, el continguts de televenda eren completament en castellà. Pel que fa a l'horari de màxima audiència l'ús de la llengua catalana era del 25,8% i el del castellà del 74,2%.
8tv també va emetre pel·lícules en castellà que ja estaven doblades en llengua catalana com El cor de l'àngel, Assassinat a l'Orient Express, Cor trencat, Al final de les escales,Boccaccio '70,Conflicte d'interessos, Breu encontre,Creuant l'obscuritat, Dues dones,Conspiració a l'ombra, Drive i Cas obert. A part de pel·lícules que havien estat doblades al català i que es van emetre en castellà, també hi va haver sèries que estaven doblades al català i es van emetre en castellà com, per exemple, Perry Mason.

## Cobertura del canal

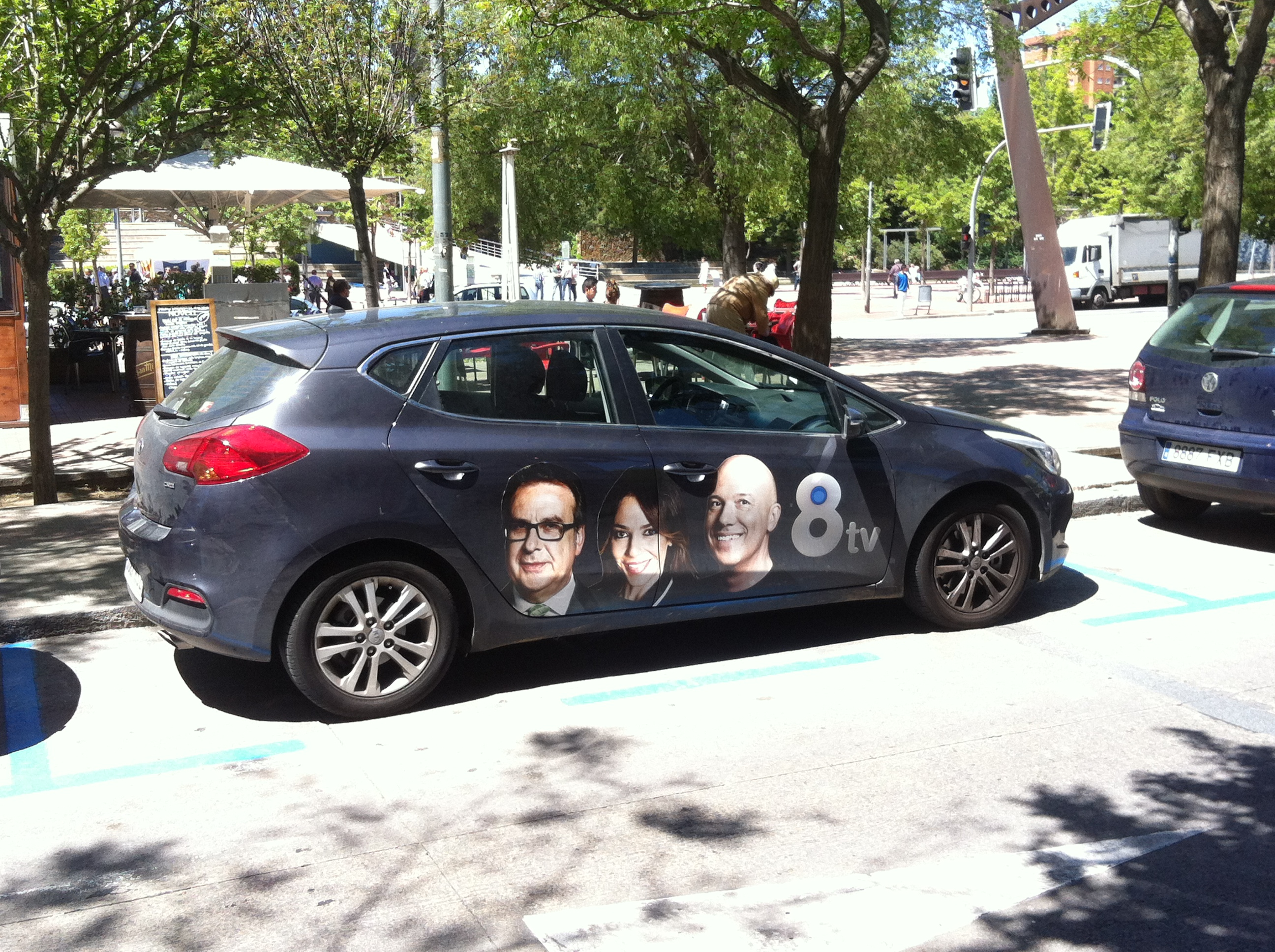
Vehicle de 8tv a Sabadell

8tv va començar les seves emissions com a City TV a Barcelona ciutat. El seu projecte expansiu la va portar en primera instància a l'àrea metropolitana i, posteriorment, a les diferents poblacions de la demarcació de Barcelona. El maig de 2004 va estendre la seva cobertura, encara analògica, a la resta de capitals catalanes i a Andorra. Això fou possible gràcies als acords que el Grupo Godó aconseguí amb Mediapro, que tenia una freqüència a Lleida, a través d'Antena Local, i Flaix TV, que va cedir a City TV les seves freqüències a Tarragona i Girona a canvi d'aconseguir un dels futurs canals de la televisió digital terrestre (TDT) concedits al Grupo Godó, fet que no es va arribar a materialitzar. Endemés, Flaix TV va desaparèixer l'octubre de 2005, quan fou substituïda per Urbe TV després que el Grup Vocento comprés el 75% de les freqüències del canal.
D'ençà del juny de 2009 les emissions en TDT de 8tv es van poder sintonitzar al 95% del territori autonòmic i, des de finals del mateix any, també a les plataformes televisives de pagament ONO i Movistar+ (inicialment Imagenio). Des del 17 de març de 2011, 8tv també va poder sintonitzar-se al territori andorrà per mitjà de la TDT.

## Logotips
Evolució del logotips a través dels anys a mesura que canviava de nom.
| Logotip de City TV               | Logotip de Td8               | Logotip de 8tv entre 2006 i 2017       | Logotip de 8tv entre 2017 i 2021    | Logotip actual de 8tv             |
| D'abril de 2001 a febrer de 2006 | De febrer a novembre de 2006 | De novembre de 2006 a setembre de 2017 | De setembre de 2017 a agost de 2021 | D'agost de 2021 a octubre de 2023 |
| -------------------------------- | ---------------------------- | -------------------------------------- | ----------------------------------- | --------------------------------- |

## Programació
Al llarg de la seva història, el canal va emetre programes com ara: Vitamina N presentat per Jordi González (2002-2004), MinAb presentat per Toni Soler, Francesc Novell i Manel Lucas (2004), Sexe savi presentat per Roser (2004), Dilluns Clapés presentat per Toni Clapés (2005), Zapping de zapping presentat per Elsa Anka (2006), Amics, coneguts i saludats presentat per Josep Puigbó (2007), Envasat al 8 presentat per Carolina Ferre i Sergi Mas (2007), Que no surti d'aquí presentat per Fermí Fernandes (2007), Misteris... amb Sebastià d'Arbó (2012), Trencadís presentat per Sandra Barneda (2015) i Catalunya directe presentat per Quim Morales (2017). I més recentment: ¡Justo ahora! presentat per Justo Molinero, L'Àtic presentat per Vador Lladó, El pentàgon presentat per Vicent Sanchís, El circ presentat per Frank Blanco, El fax de 8tv presentat per Eduard Pujol, Més singulars presentat per Jaume Barberà i Ares revolution presentat per Ares Teixidó.

## Audiències
Des del mes de juny del 2007 fins a la seva fosa a negre, 8tv va formar part del primer nivell de cadenes per al registre d'audiències segons Sofres. Abans, en canvi, només havia format part del grup de televisions locals.
| Any  | Gener | Febrer | Març | Abril | Maig | Juny | Juliol | Agost | Setembre | Octubre | Novembre | Desembre | Mitjana anual |
| ---- | ----- | ------ | ---- | ----- | ---- | ---- | ------ | ----- | -------- | ------- | -------- | -------- | ------------- |
| 2006 | -     | 3,3%   | 3%   | 2,9%  | 2,9% | 2,5% | 2,8%   | 3,1%  | 3%       | 2,8%    | 2,5%     | 2,6%     | -             |
| 2007 | 2,4%  | 2,7%   | 2,8% | 2,8%  | 3,1% | 3,1% | 3,0%   | 2,0%  | 2,1%     | 2,5%    | 3,1%     | 3,1%     | -             |
| 2008 | 3,3%  | 3,6%   | 3,1% | 3,3%  | 2,8% | 3,1% | 3,2%   | 3,3%  | 3,0%     | 2,7%    | 2,4%     | 2,5%     | 3%            |
| 2009 | 2,8%  | 3,1%   | 3,3% | 4,0%  | 3,5% | 4%   | 3,8%   | 4%    | 3,9%     | 3,9%    | 3,8%     | 3,5%     | -             |
| 2010 | 3,4%  | 3,4%   | 3,3% | 3,5%  | 3,5% | 3,3% | 3,1%   | 3,1%  | 3,2%     | 3,2%    | 3,1%     | 3,1%     | 3,3%          |
| 2011 | 2,8%  | 2,9%   | 2,8% | 2,5%  | 2,6% | 2,5% | 2,5%   | 2,4%  | 2,9%     | 3,0%    | 3,2%     | 4,1%     | 2,7%          |
| 2012 | 2,8%  | 2,9%   | 3,2% | 3,0%  | 3,3% | 3,5% | 3,0%   | 2,3%  | 3,4%     | 3,8%    | 3,8%     | 3,3%     | 3,2%          |
| 2013 | 3,4%  | 3,3%   | 3,4% | 3,6%  | 3,6% | 3,5% | 3,4%   | 2,4%  | 3,7%     | 3,7%    | 3,3%     | 3,1%     | 3,4%          |
| 2014 | 3,2%  | 3,6%   | 3,5% | 3,4%  | 3,8% | 3,7% | 2,9%   | 2,3%  | 4,2%     | 4,4%    | 4,1%     | 3,3%     | 3,5%          |
| 2015 | 2,8%  | 2,9%   | 3,2% | 3,0%  | 3,3% | 3,3% | 2,5%   | 1,8%  | 3,9%     | 3,6%    | 3,8%     | 3,6%     | 3,3%          |
| 2016 |       |        |      |       |      |      |        |       |          |         |          |          | 3,4%          |
| 2017 |       |        |      |       |      |      |        |       |          |         |          |          | 2,8%          |
| 2018 |       |        |      |       |      |      |        |       |          |         |          |          | 1,5%          |
| 2019 | 0,6%  | 0,6%   | 0,5% | 0,5%  | 0,5% | 0,5% | 0,6%   |       |          | 0,7%    | 0,8%     | 0,9%     | 0,6%          |
| 2020 | 0,9%  | 0,9%   | 0,9% | 1,0%  | 0,9% | 0,8% | 0,9%   | 0,9%  | 0,8%     | 0,8%    | 0,7%     | 0,7%     | 0,9%          |
| 2021 | 0,8%  | 0,7%   | 0,7% | 0,8%  | 0,7% | 0,6% | 0,7%   | 0,6%  | 0,3%     | 0,4%    | 0,5%     | 0,8%     | 0,6%          |
| 2022 | 0,8%  | 0,8%   | 0,8% | 0,9%  | 0,8% | 0,8% | 0,8%   | 0,7%  | 0,8%     | 1,0%    | 0,7%     |          | 0,8%          |
| 2023 | 0,8%  | 0,8%   | 0,8% | 0,8%  | 0,8% | 0,7% | 0,8%   | 0,7%  | 0,8%     | 0,6%    | -        | --       | 0,6%          |

Màxim històric. | Mínim històric.